# Family Man (Mike-Oldfield-Lied)
Family Man (englisch für „Familienmensch“ oder „Familienvater“) ist ein Lied des britischen Komponisten und Multiinstrumentalisten Mike Oldfield, das im März 1982 auf dessen Studioalbum Five Miles Out erschien und im Mai des gleichen Jahres als Single ausgekoppelt wurde. Im gleichen Jahr veröffentlichte das US-amerikanische Pop-Duo Hall & Oates eine Coverversion des Stückes auf ihrem Album H2O, die kommerziell noch erfolgreicher war als das Oldfield-Original.

## Inhalt und Hintergrund
Das Lied entstand in einer Zusammenarbeit Mike Oldfields mit seinen damaligen Livemusikern, mit denen er 1981 seine erfolgreiche European Adventure Tour absolviert hatte. Die Urheberschaft des Songs wird dabei allen Beteiligten gleichermaßen zugeschrieben, wobei das Hauptgitarrenriff von Rick Fenn entwickelt wurde, aus dem Oldfield den Refrain und Maggie Reilly mit Unterstützung von Tim Cross, Mike Frye und Morris Pert die Strophen schrieb. Tim Cross behauptete 2007 in einem Interview, den Großteil der Strophentexte geschrieben zu haben, und nannte Rick Fenn als Inspiration, da dieser, wenn er von weiblichen Groupies angesprochen wurde, deren Annäherungsversuche stets mit der Aussage ablehnte, er sei ein Familienvater („family man“).
Das Lied beschreibt die Begegnung zwischen einer Prostituierten und einem verheirateten Mann. Letzterer bittet sie wiederholt, ihn, trotz der Versuchung ihr gegenüber, in Ruhe zu lassen, weil er sich als Familienmenschen sieht. Der Dialog zwischen den beiden Protagonisten geht jedoch weiter, und es bleibt offen, ob der Mann schließlich nachgibt.

## Veröffentlichung
Family Man wurde am 28. Mai 1982 von Virgin Records als zweite Singleauskopplung aus dem Album Five Miles Out veröffentlicht. Auf der B-Seite befand sich der ebenfalls bereits auf Five Miles Out erschienene Song Mount Teidi.

## Chartplatzierungen
| ChartsChartplatzierungen     | Höchstplatzierung | Wochen |
| ---------------------------- | ----------------- | ------ |
| Vereinigtes Königreich (OCC) | 45 (6 Wo.)        | 6      |

## Coverversion von Hall & Oates
Das US-amerikanische Pop-Duo Hall & Oates coverte Family Man für ihr 1982 veröffentlichtes Album H2O, erreichte mit der Singleauskopplung des Stücks im Juni 1983 Platz 6 der US-Charts Billboard Hot 100, sowie Platz 15 in Großbritannien und war damit kommerziell erfolgreicher als Mike Oldfield mit seiner Originalversion. Zudem war es einer der ganz wenigen Songs aus Oldfields Feder, die sich in den US-Charts platzieren konnten.
Die Version von Hall & Oates hat einen teils veränderten Songtext, darunter eine Zeile, in der der Mann endlich den Mut aufbringt, das Angebot der Frau anzunehmen, dann jedoch bemerkt, dass sie ihn verlassen hat. Daraufhin schreit er noch einige Male bis zum Fade-Out des Liedes die Refrainzeilen aus sich heraus.

### Chartplatzierungen
| ChartsChartplatzierungen       | Höchstplatzierung | Wochen |
| ------------------------------ | ----------------- | ------ |
| Vereinigte Staaten (Billboard) | 6 (16 Wo.)        | 16     |
| Vereinigtes Königreich (OCC)   | 15 (7 Wo.)        | 7      |